# 日本の参考図書
『日本の参考図書』（にほんのさんこうとしょ）は、明治以降日本で刊行された参考図書の注解書誌。1962年に初版が刊行された後に数度の改訂を経て、2022年からWeb版が公開されている。

## 刊行経緯

### 初版刊行まで
物事を調べるための参考図書（レファレンスブック）には、辞書、事典、図鑑、年表、地図、書誌、目録、索引など様々な種類がある。『日本の参考図書』は、明治以降日本で刊行された種々の参考図書を集積し、各々に注解を付した「参考図書のガイド」である。日本では1934年に『研究調査参考文献総覧』が波多野賢一と弥吉光長の共編で刊行されていた。これは古代から昭和7年までの日本の参考図書約1万点をまとめた目録であったが、その後改訂されていなかった。1955年に弥吉光長が出版した『参考図書の解題』には古代から昭和27年までの約4,000点が収録されているが、解題は部分的であった。
国際文化会館図書室でライブラリアンとして仕事をしていた室長の福田なをみは、アメリカの図書館活動を視察する調査団を率いて1959年10月から12月にかけアメリカを訪問し、多くの成果を得て帰国していた。日本で仕事をする際にレファレンス業務の基礎となる参考図書類のガイドが不足していることを痛感した福田は、調査団の報告書にそれを記載したことでロックフェラー財団の支援を受けることができ、C・M・ウィンチェルのGuide to Reference booksにならったガイドブック作成に着手した。
1961年3月に国際文化会館図書室内に編集委員会が設置された。編集委員は次の9名（ABC順）で、いずれも当時気鋭の研究者、実践家であった。藤川正信（慶應義塾大学文学部図書館学科）、福田なをみ（国際文化会館図書室）、北島武彦（東京学芸大学）、小林胖（日本科学技術情報センター）、河野徳吉（日本電信電話公社図書館）、森博（順天堂大学図書館）、小田泰正（国立国会図書館）、庄野新（国立国会図書館）、津田良成（慶應義塾大学医学部図書館）。解題の執筆には100名を超える協力者を得、15か月におよぶ編集作業を経て、1962年5月に『日本の参考図書』初版が国際文化会館内日本の参考図書編集委員会編集・発行として刊行された。初版には約2,900点の参考図書が掲載されたが、初刷1,000部は発売後半月で売り切れ増刷された。

### 改訂版からWeb版まで
初版には分野によりムラがあり、配列などにも難点が多かったので、改訂作業が早くから進められた。またALA（アメリカ図書館協会）から英訳版を出す計画があり、翻訳の前に記述の形式と解題の日本語表現の統一が必要だった。改訂版の編集委員は初版と同じ9名だったが、中心になったのは福田なをみと森博であった。約2,500点を収録した『日本の参考図書 改訂版』は1965年9月に国際文化会館編として、日本図書館協会から発行された。これにはロックフェラー財団と共にアジア財団からも援助を受けることができ、またこの改訂版を機に、著作権およびその後の業務一切を日本図書館協会へ引き継いだ。その結果、日本図書館協会には小田泰正を委員長とする「日本の参考図書編集委員会」が新設された。一方英訳版の方は、1966年にALAからGuide to Japanese reference booksとして出版された。
新たな編集委員会では早速改訂版の収録期間以降に刊行された参考図書を対象に追補版を編集し、1966年12月に『日本の参考図書 追補リスト'64.9-'66.3』を刊行した。そしてこれを引き継いで刊行されていったのが『日本の参考図書 四季版』である。1973年2月に発行された『四季版』第24・25合併号からは編集が国立国会図書館へ移り、その後も日本図書館協会から季刊で刊行されている。
編集委員会では「改訂版」を補う「補遺版」が計画され、森博を委員長に補遺版編集委員会が設けられた。森は惜しくも1971年に急逝し、後を引き継いだ長沢雅男を委員長に、約1,600点を収録した『日本の参考図書 補遺版』が1972年9月に刊行された。その後、補遺ではなく明治以降1977年末までに刊行された参考図書約5,400点を収録した、「改訂第3版」と言える『日本の参考図書 解説総覧』が長沢雅男委員長の元に編纂され、1980年1月に刊行された。
1985年には『解説総覧』を引き継いだ『最近の参考図書 1981～1982』が日本図書館協会から出され、2002年には約7,000点を収録した『日本の参考図書 第4版』が刊行された。そしてこの『第4版』の原稿用電子ファイルをもとに、『四季版』137号～182号のデータを追加した「日本の参考図書 WEB版」が、2022年に皓星社から一般公開された。これには明治以降、2011年までに刊行された3万5,000点以上の参考図書が掲載されている。今後もデータは追加されていく予定である。

## 刊行一覧
| 刊行年 | タイトル                             | 編集                                                           | 発行                                   | リンク |
| ------ | ------------------------------------ | -------------------------------------------------------------- | -------------------------------------- | ------ |
| 1962   | 日本の参考図書                       | 国際文化会館内日本の参考図書編集委員会                         | 国際文化会館内日本の参考図書編集委員会 | NDL    |
| 1965   | 日本の参考図書 改訂版                | 国際文化会館                                                   | 日本図書館協会                         | NDL    |
| 1966   | Guide to Japanese reference books    | Nihon no Sankō Tosho Henshū Iinkai（日本の参考図書編集委員会） | American Library Association           | CiNii  |
| 1966   | 日本の参考図書 追補リスト'64.9-'66.3 | 日本の参考図書編集委員会                                       | 日本図書館協会                         | NDL    |
| 1967-  | 日本の参考図書 四季版                | 日本の参考図書編集委員会⇒国立国会図書館（No.24から）           | 日本図書館協会                         | CiNii  |
| 1972   | 日本の参考図書 補遺版                | 日本図書館協会日本の参考図書編集委員会                         | 日本図書館協会                         | NDL    |
| 1980   | 日本の参考図書 解説総覧              | 日本図書館協会日本の参考図書編集委員会                         | 日本図書館協会                         | NDL    |
| 1985   | 最近の参考図書 1981～1982            | 日本図書館協会日本の参考図書編集委員会                         | 日本図書館協会                         | NDL    |
| 2002   | 日本の参考図書 第4版                 | 日本図書館協会日本の参考図書編集委員会                         | 日本図書館協会                         | NDL    |
| 2022-  | 日本の参考図書 WEB版                 |                                                                | (皓星社による公開）                    | 皓星社 |

## 掲載内容
「日本の参考図書 WEB版」には、参考図書のタイトルごとに、編著者名、版表示、出版地、出版者、出版年、ページ数、大きさ、ISBN、NDC、解題、カテゴリー、が掲載され、データ上部右には出典も記されている。検索は簡易検索と詳細検索の画面が用意され、ユーザーズマニュアルも用意されている。